# HD 7924 b
HD 7924 b là một ngoại hành tinh nằm cách Trái Đất khoảng 55 năm ánh sáng trong chòm sao Tiên Hậu, quay quanh sao dãy chính loại K (sao hơi nghèo kim loại) cấp sao biểu kiến 7 là HD 7924. Nó được công bố vào ngày 28 tháng 1 năm 2009 và là hành tinh thứ hai được phát hiện trong chòm sao Tiên Hậu. Hai hành tinh bổ sung trong hệ thống này đã được phát hiện vào năm 2015.

## Siêu Trái Đất
HD 7924 b là một ngoại hành tinh siêu Trái Đất với khối lượng tối thiểu 9,2 lần Trái Đất và chỉ mất khoảng 129,5 giờ để quay một vòng quanh ngôi sao chủ, ở khoảng cách trung bình là 8.500.000 km (5.300.000 mi). Khi HD 7924 b được phát hiện vào năm 2009, nó là một trong tám hành tinh đã biết với khối lượng tối thiểu dưới 10 lần Trái Đất. Ngoài ra, khám phá siêu Trái Đất này làm cho năm 2009 trở thành năm thứ năm liên tiếp kể từ năm 2005 có các hành tinh siêu Trái Đất được phát hiện.

## Đặc điểm
Mặc dù bán kính của HD 7924 b là chưa rõ, tùy theo thành phần của nó, nó sẽ nằm trong khoảng 1,4-6 lần đường kính Trái Đất. Người ta cũng chưa rõ là hành tinh này là đất đá hay khí. Vì khối lượng thực sự của hành tinh này chưa được biết đến, nó có thể là hành tinh khí nếu khối lượng thực sự lớn hơn đáng kể so với khối lượng tối thiểu. Nếu khối lượng thực sự gần khối lượng tối thiểu 9,2 ME, thì hành tinh này có thể là hành tinh đất đá.